# Équipe de Norvège masculine de volley-ball
L'équipe de Norvège de volley-ball est composée des meilleurs joueurs norvégiens sélectionnés par la Norges Volleyballforbund. Elle est classée au 72e rang de la FIVB au 15 janvier 2010.

## Sélection actuelle
Sélection pour les Qualifications aux championnats du monde de 2010.

Entraîneur : Rune Yttervik 